# Michal Petrák
Michal Petrák (né le 12 mai 1983 à Olomouc en Tchécoslovaquie) est un joueur professionnel tchèque de hockey sur glace qui a évolué 7 ans en tant qu'attaquant pour l'Image Club d'Épinal. En 2015, il intègre les rangs de l'Étoile noire de Strasbourg.

## Biographie
Petrák commence le hockey sur glace en jouant au sein des équipes jeunes du HC Kladno. Ainsi, en 2002-2003, il est sacré champion de République tchèque avec l'équipe des moins de 20 ans. Après avoir joué dans différentes formations tchèques, il quitte son pays en 2006 et rejoint le championnat de France de hockey sur glace.
À la fin de la saison 2013-2014, il finit deuxième meilleur pointeur de l'élite avec 51 points dont 18 buts, à égalité de points avec Danick Bouchard qui inscrit six buts de plus. Petrák est mis en avant par la ligue en recevant le trophée du meilleur joueur de la saison régulière. Malgré cette bonne saison individuelle, les joueurs d'Épinal se font battre dès le premier tour des séries par du Chamonix Hockey Club ; il finit sa saison avec les Bulldogs de Valpellice en serie A italienne.